# Platja del Senyor Ramon
La platja del Senyor Ramon és una platja natural del municipi de Santa Cristina d'Aro (Baix Empordà), situada a la cala del Senyor Ramon, en un entorn gairebé totalment verge, en un tram de costa format per penya-segats i caletes, entre Tossa de Mar i Sant Feliu de Guíxols. La cala està delimitada, al nord, pels esculls de Canyet, un grup d'illots que s'endinsen en el mar units per uns curiosos ponts de pedra i que la separen de la platja de Canyet. Al sud hi ha, separada per unes roques, la petita cala de Concagats, i, al darrere d'aquesta, la platja de Vallpresona. No disposa de cap tipus de servei. S'hi practica el nudisme. Orientada a l'est-sud-est, la platja té una longitud de 336 m i una amplada mitjana de 21 m, formada per sorra gruixuda, grava i còdols. El pendent d'entrada a l'aigua és molt fort i el fons sorrenc. S'hi accedeix per una pista que travessa una propietat privada, que salva el gran desnivell des de la carretera GI-682 fins a la platja.
L'Agència Catalana de l'Aigua efectua un control setmanal de la qualitat de l'aigua, durant la temporada de bany, amb el resultat d'excel·lent.